# ダブルショー

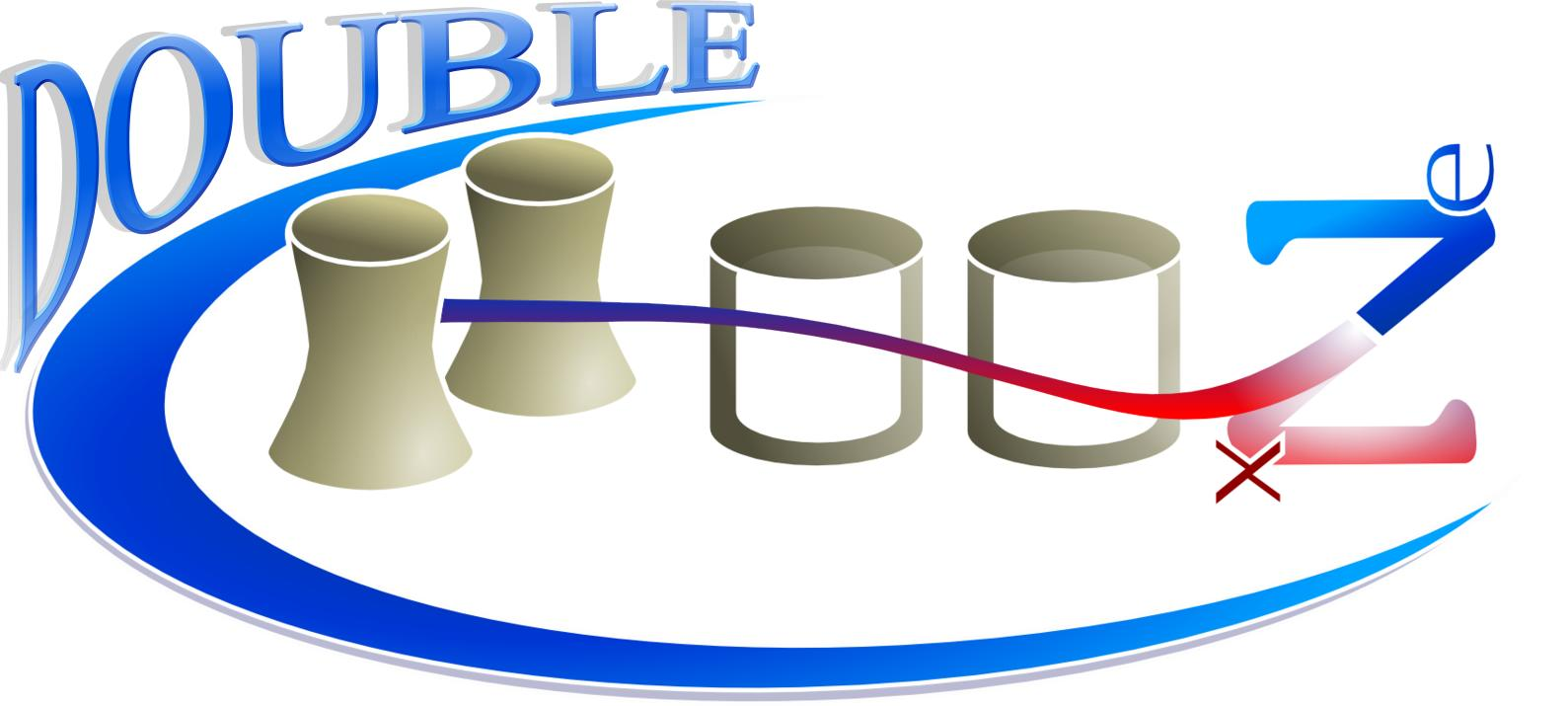
ダブルショーのロゴ

ダブルショー（Double Chooz） は、フランスのショーで行われている短基線ニュートリノ振動実験である。電子ニュートリノから他のニュートリノへの変化に関与しているニュートリノ振動パラメータであるθ13混合角を測定又はその値に制限を与えることを目的としている。この実験ではショー原子力発電所の原子炉をニュートリノ源として、ニュートリノフラックスを測定している。原子炉から400メートル及び1,050メートルの2か所に検出器を有し、そのうちの1つの検出器は前身であるショー実験の検出器と同一の場所に設置されている。2015年1月までは、後置検出器 (far detector)でのみデータが取られていた。前置検出器 (near detector)は建設が遅れて2014年9月に完成し、2015年初頭からデータを収集している。 

## 検出器の概要
ダブルショーは2つの同一のガドリニウムを添加した液体シンチレータ検出器を用いている。検出器は反ニュートリノの消失を測定するために、2つの熱出力4.25 GWの原子炉の近くに設置されている。２つの検出器は原子炉から400メートルのものが「前置」、原子炉から1,050メートルのものが「後置」と呼び分けられる。後置検出器は宇宙線ミュー粒子に対して300メートル水当量の遮蔽能力がある丘の中に設置されている。検出器自体は4つの同心円状円柱容器からなるカロリメトリック液体シンチレータである。

### ニュートリノ標的とγキャッチャー
最も内側は直径230 cm、高さ245.8 cm、厚さ0.8 cmのアクリル樹脂製容器である。この容器はガドリニウム(Gd)を1 グラム/リットル付加した10,000リットルの液体シンチレータで満たされており、これがニュートリノ標的となる。その次の外層はγキャッチャーである。これはニュートリノ標的を取り囲む厚さ55 cmのGdが付加されていない液体シンチレータ層である。γキャッチャーのケースは厚さ12 cmでニュートリノ標的の容器と同じ素材でできている。どちらの容器も波長400 nm以上の光子が透過するように、この素材が選ばれた。

### バッファー容器とPMT
バッファー容器は、幅552.2 cm、高さ568.0 cm、厚さ0.3 cmのステンレス鋼304L製である。アクリルの二重容器で占められていない残りの内部空間はシンチレータではない鉱油で満たされている。バッファー容器の内面には390個の10インチ光電子増倍管(PMT)がある。バッファー層の目的はPMTと周囲の岩盤の放射能に対する遮蔽である。ニュートリノ標的とγキャッチャーにこれらを加えたものをまとめて「内部検出器」(inner detector)と呼ぶ 。

### 内部と外部のベトー
内部ベトーはバッファー容器を厚さ50 cmのシンチレータである鉱油で取り囲んだものである。さらに、78個の8インチPMTが上部、下部、側部に配置されている。この内部ベトー層はミュー粒子と速中性子に対するアクティブベトーとして機能する。周囲の厚さ15 cmのスチールケースが外部のγ線に対するさらなる遮蔽として機能する。外部ベトーは検出器タンクの上部を覆っている。これは5 cm x 1 cmの直交するストリップからなる。

### データ収集
内部検出器と内部ベトーからの信号は、サンプリングレート500 MHzの8ビットフラッシュADC装置によって記録される。検出器のトリガー閾値は、予測される反電子ニュートリノの1.02 MeVよりもはるかに低い350 keVに設定されている。
数年の間、ダブルショーは後置検出器のみが稼働しており、予測されるフラックスを計算するためにビュジェ4号機のようなモデルを用いてきた。完成した前置検出器によって今後データ収集の精度が向上する予定である。

## 実験技術

### ニュートリノ混合
ニュートリノは電気的に中性で、 弱い相互作用しかしない非常に軽い粒子である。つまり、気付かれることなく長い距離を移動することができる。ニュートリノの特性のひとつは伝搬するにつれ、ある確率でニュートリノ振動によりフレーバー({\displaystyle e,\mu ,\tau })が他のものに変わるというものであり、この原理のもと実験が行われる。ダブルショーの目的は{\displaystyle \theta _{13}}混合角の値により厳しい制限を与えることである。
1990年代に行われたショー実験は{\displaystyle \theta _{13}}混合角は以下のように制限されることを発見した。
{\displaystyle \sin ^{2}(2\theta _{13})<0.2}
これは10年以上にわたって最も良い実験的上限であった。ダブルショー実験の目的は、以下のようなさらに小さな領域での{\displaystyle \theta _{13}}角の調査を継続することである。
{\displaystyle 0.03<\sin ^{2}(2\theta _{13})<0.2}
混合角の観測は原子炉の核分裂反応によって放出される{\displaystyle {\bar {\nu }}_{e}}フラックスの観測によって達成される。予測される原子炉からの{\displaystyle {\bar {\nu }}_{e}}フラックスは1日当たりおよそ50個である。一方のニュートリノ質量の2乗差が他方よりはるかに小さいため、ダブルショー実験は2フレーバー間振動のみを考慮すればよい。2フレーバーモデルでは特定のニュートリノの生存確率は次のようにモデル化される。
{\displaystyle P=1-\sin ^{2}(2\theta _{13})\,\sin ^{2}\left({\frac {1.27\Delta m_{31}^{2}L}{E_{\nu }}}\right)\quad \mathrm {(in\;natural\;units).} }
ここで、{\displaystyle L}はニュートリノが移動する距離をメートルで表したもので、{\displaystyle E_{\nu }}は{\displaystyle {\bar {\nu }}_{e}}粒子のエネルギーである。 これにより混合角の値は原子炉ニュートリノの振動強度から測定することができる。

### 観測
原子炉からのニュートリノは逆ベータ崩壊 (IBD)プロセスによって観測される。
{\displaystyle {\bar {\nu }}_{e}+p\to e^{+}+n.}
考慮すべきバックグラウンドが存在するため、(IBD)の候補は以下のように決定される。先発信号の可視エネルギーは0.5から20 MeVの間でなければならず、後発信号のエネルギーは4から10 MeVの間でなければならず、2つの信号の時間差は0.5から150マイクロ秒の間でなければならず、2つの信号のバーテックスの距離は100 cm未満でなければならず、そして他の信号（後発信号を除く）が先発信号の200マイクロ秒前から600マイクロ秒後までに見つからないことが要求される。先発信号の検出効率はほぼ100%に達したものの、後発信号を検出することはGd濃度や中性子散乱モデルの問題により容易ではない。

## 成果

### 混合角
2011年11月、θ13のゼロでない値を示唆する最初の実験結果がソウルで行われたLowNuカンファレンスで発表された。
2012年の論文では228日のデータを用いて、θ13が測定され、振動なし仮説は2.9シグマで排除された。
水素による中性子捕獲が独立したデータを作成するために用いられ、2013年に別の測定値を得るために分析された。
{\displaystyle \sin ^{2}(2\theta _{13})=0.097\pm 0.034\,\mathrm {(stat)} \pm 0.034\,\mathrm {(syst)} .}
原子炉停止時のデータを用いたバックグラウンドの独立した測定値が2014年7月にPhysics Letters Bで公表された。
{\displaystyle \sin ^{2}(2\theta _{13})=0.102\pm 0.028\,\mathrm {(stat)} \pm 0.033\,\mathrm {(syst)} .}
バックグラウンドと系統的不確実性を低減して改善された467.90日のデータによる測定値が2014年にJournal of High Energy Physicsで公表された。
{\displaystyle \sin ^{2}(2\theta _{13})=0.090_{-0.029}^{+0.032}.}

### その他の成果
ダブルショーは陽電子の対消滅を遅らせシンチレーション信号を歪める事象である検出器内でのポジトロニウムの形成を識別することができた
。ニュートリノ検出器におけるバックグラウンド除去を改善するためのタグ付けアルゴリズムが開発された。これはBorexinoで宇宙線由来の11Cバックグラウンドに対して行われたものと同様である。オルソポジトロニウムの寿命3.68±0.15 nsが測定され、他の専用装置の結果と矛盾しなかった。
ローレンツ対称性の破れのパラメータに対する制限も与えられた。

## KASKAからの合流
日本において同様な実験として、KASKAが計画されていた。KASKAでは柏崎刈羽原子力発電所から1.8キロ程度の近距離におけるニュートリノ振動の観測を目指していた。しかし2006年に予算の問題から、KASKAの研究者たちはダブルショーに合流することとした。